# Arquebisbat de Lublin

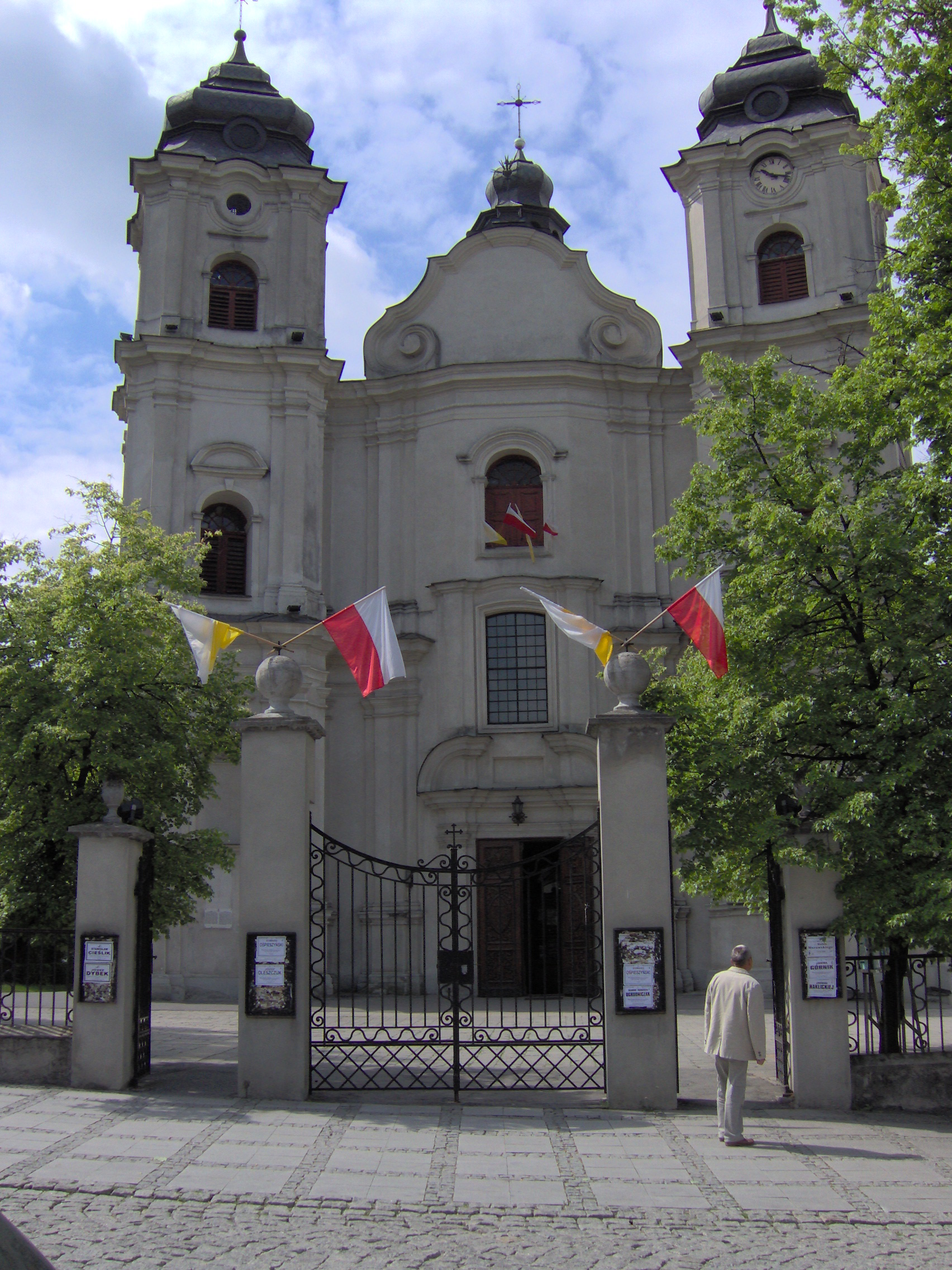
L'església dels Sants Apòstols de Chełm, que va ser catedral de la diòcesi del 1664 al 1773.

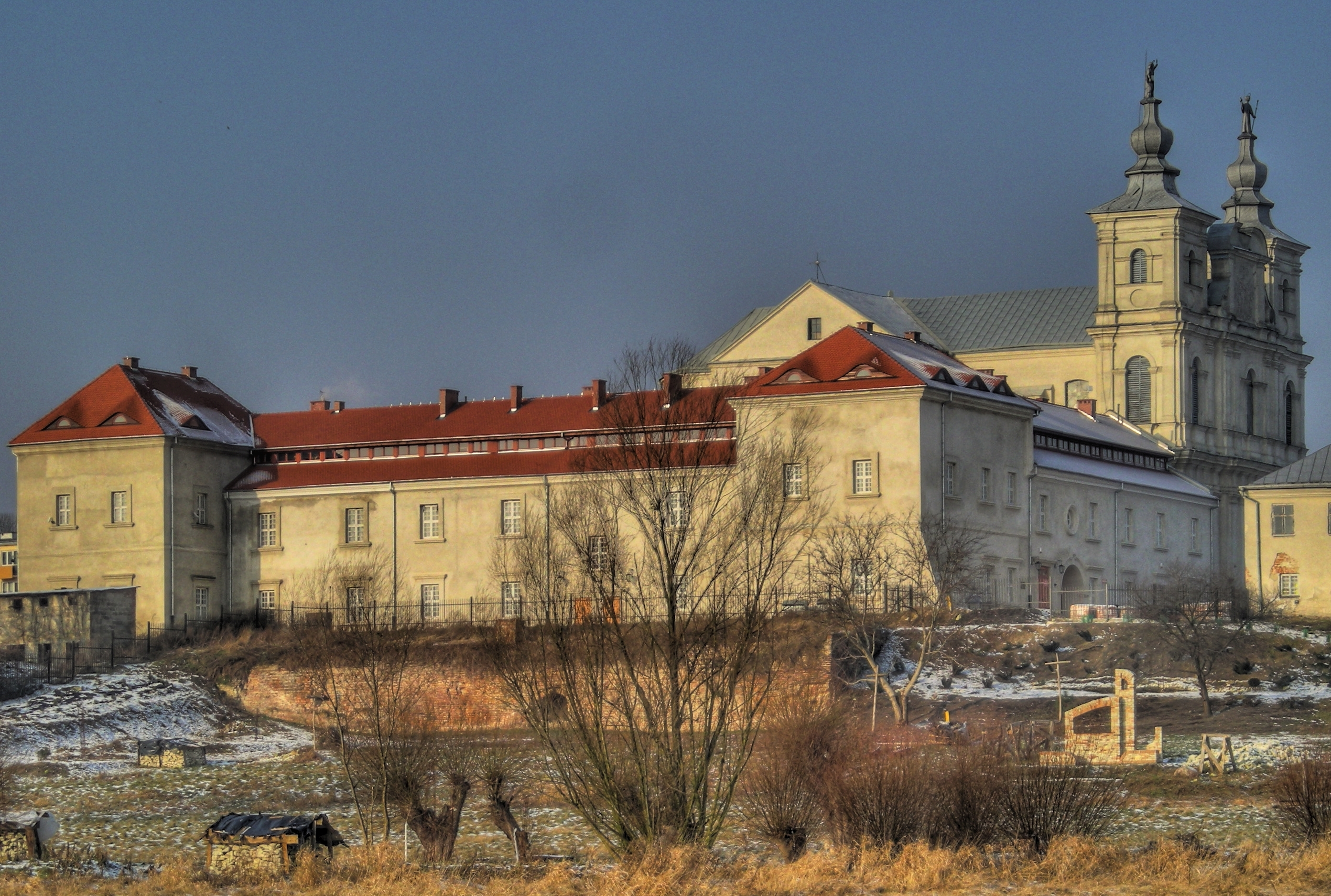
El complex dels jesuïtes de Krasnystaw; l'església de Sant Francesc Xavier va ser catedral de la diòcesi di Chełm del 1773 al 1805.

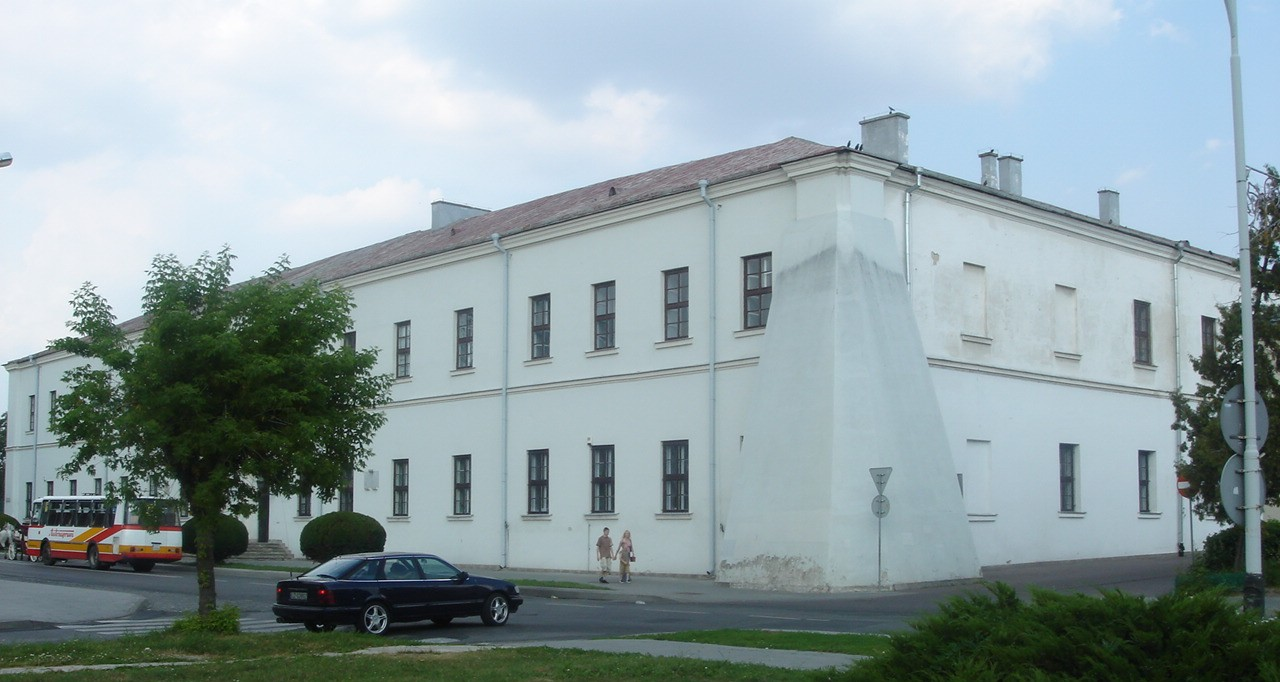
L'acadèmia de Zamość, fundada el 1600, que serví com a primer seminari de la diòcesi de Chełm.

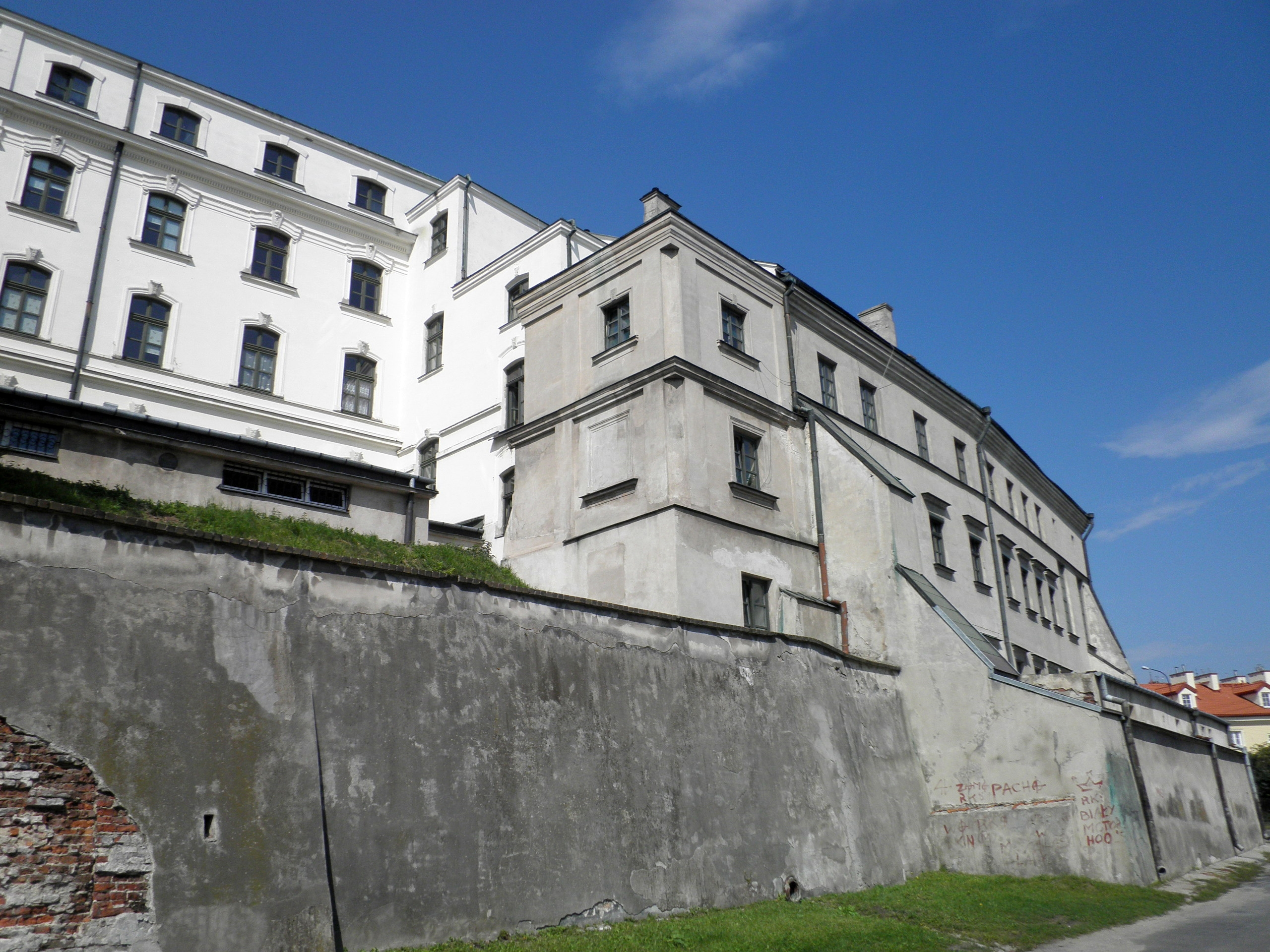
El seminari arxiepiscopal de Lublin.

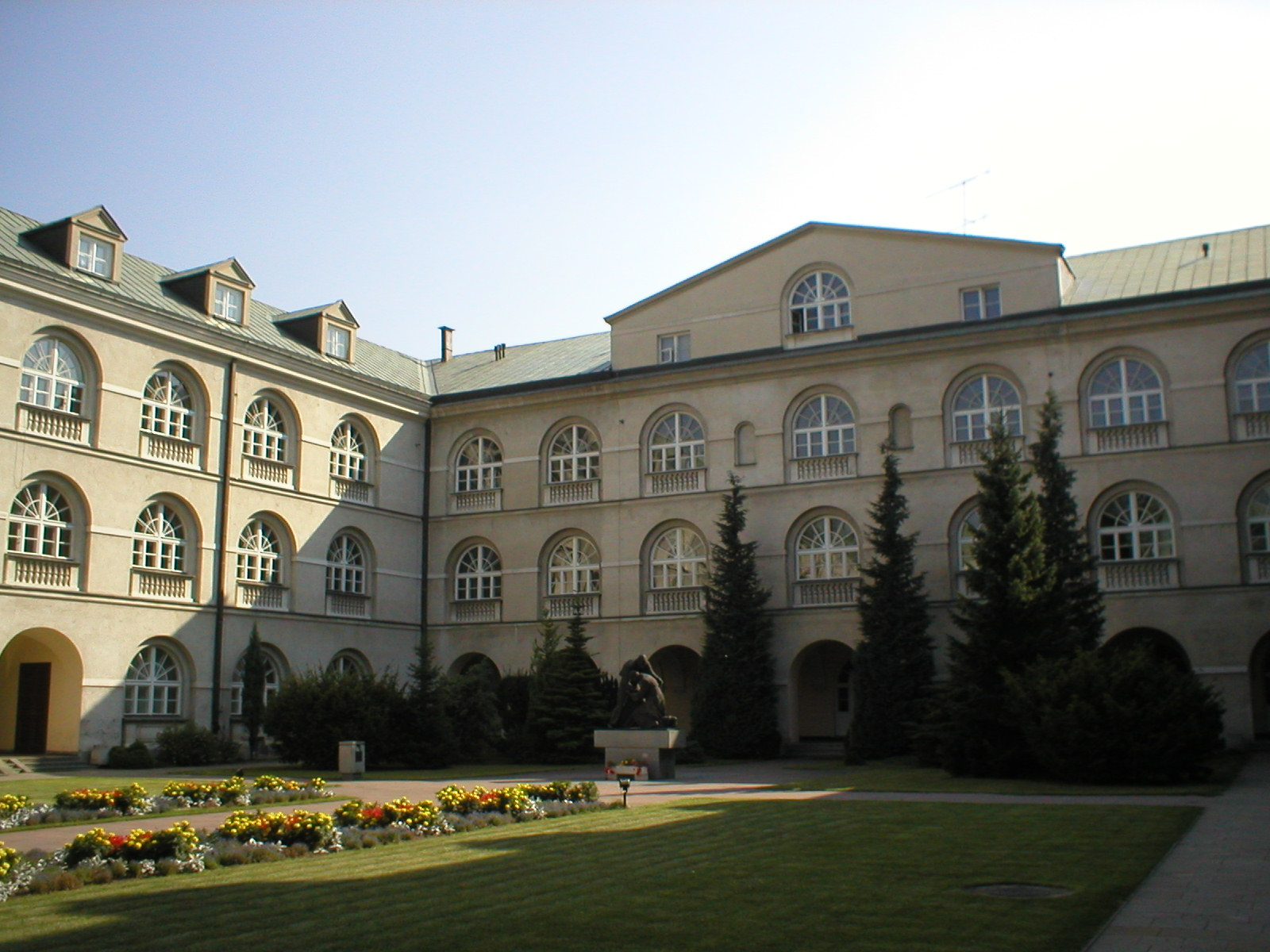
La universitat catòlica Joan Pau II de Lublin.

L'arquebisbat de Lublin (polonès:  Archidiecezja lubelska; llatí: Archidioecesis Lublinensis) és una seu metropolitana de l'Església Catòlica a Polònia. L'any 2004 tenia 1.070.000 batejats sobre una població de 1.097.570 habitants. Actualment està regida per l'arquebisbe Stanisław Budzik.

## Territori
L'arxidiòcesi comprèn la part central del voivodat de Lublin, a Polònia.
La seu arxiepiscopal és la ciutat de Lublin, on es troba la catedral de Sants Joan Baptista i Joan Evangelista.
El territori s'estén sobre 9.108 km², i està dividit en 27 deganats i en 256 parròquies.

### Província eclesiàstica
La província eclesiàstica de Lublin, instituïda al 1992, comprèn les següents sufragànies:
- bisbat de Sandomierz;
- bisbat de Siedlce.

## Història
Els orígens de la diòcesi de Chełm estan lligats a una antiga diòcesi medieval establerta a Łuków, uns 100 km al nord-oest de Chełm, com pied-à-terre de la missió de l'evangelització de les tribus lituanes dels Jadvinghi. Se sap que el bisbe missioner Enrico, un dominic, designat pel llegat d'Albert el 1248. Una carta del Papa Innocenci IV del 13 de juliol de 1254 va autoritzar la separació de Łuków de la diòcesi de Cracòvia per a la creació d'una nova diòcesi; és probable que el bisbe Bartolomeo, franciscà, va ser designat per a aquest càrrec l'1 de febrer de 1257.
Hi ha una llacuna de més d'un segle entre el nomenament de Bartolomeo i la del primer bisbe conegut de Chełm, Tomasz da Sienno, auxiliar de Cracòvia, que va ser nomenat el 1358 i confirmat pel Papa l'any següent. No obstant això, la diòcesi no va tenir una consistència ferma només fins després que Ladislau II de Polònia va dotar de terres, donant-li al mateix temps, l'establiment de límits clars i del capítol de canonges (1429). Amb Jan Biskupiec els bisbes de Chełm eren membres del senat polonès, ocupant el desè lloc en l'ordre jeràrquic.
Originalment, la diòcesi era sufragània de l'arxidiòcesi de Gniezno, però ja en 1377 es va convertir en part de la província eclesiàstica de l'arxidiòcesi de Halyc, la seu des 1412/1414 va ser transferit a Lviv.
Sembla que durant el segle xv, els bisbes de Chełm no tenien una residència estable: de fet, els trobem a Hrubieszów en 1473 i a Krasnystaw el 1490; en aquesta ciutat van tenir la seu episcopal fins al 1664 i novament de 1773 a 1805, un període en què la catedral de la diòcesi era l'església de Sant Francesc Xavier; entre 1664-1773 la seu de la diòcesi va ser l'antiga ciutat episcopal de Chełm, on l'església dels Sants Apòstols va servir com a catedral. Al segle xviii, la residència dels bisbes era el castell de Skierbieszów, dels quals avui no hi ha gairebé res.
Durant el segle xvi es van succeir a la càtedra episcopal més de 15 bisbes i 26 més van governar en els dos segles següents, amb els pontificats de curta durada. Aquesta situació es justifica per l'extrema pobresa de la taula del bisbe i el fet que la seu de Chełm amb el temps es va convertir en només una diòcesi de passada per aspirar als millors llocs; així quatre bisbes de Chełm van arribar més tard a ocupar la seu primada de Gniezno i cinc per la no menys important de Cracòvia; la mateixa cronologia de bisbes Chełm mostra com de pocs eren els bisbes que van morir en el càrrec.
En 1600 es va fundar l'Acadèmia de Zamość, una de les més importants de Polònia, especialment en la formació del clergat. Es coneixen quatre sínodes diocesans en l'era tridentina, celebrat el 1606, 1624, 1694 i 1717. En aquest sínode també va participar en el bisbe grec-catòlica de Chełm, Józef Lewicki, amb el seu clergat; entre les decisions que es van prendre va ser la fundació del seminari diocesà a Krasnystaw, que va reemplaçar en la formació dels sacerdots de l'Acadèmia de Zamość, i més tard es va traslladar a Chełm i després a Lublin, on encara existeix.
Després de la primera divisió de Polònia (1772), els deganats meridionals de la diòcesi van passar a formar part de l'Imperi austriac i van ser annexionats a la diòcesi de Przemysl. No obstant això, el 8 d'agost de 1790 va adquirir grans porcions de territori de la diòcesi de Cracòvia,que consistí en les ciutats de Lublin i Kielce, i al mateix temps va assumir el nom de diòcesi de Chełm i Lublin.
Abans de 1772, la diòcesi comprenia 88 parròquies, agrupades en 10 deganats i un total de prop de 82.000 fidels. Després de 1790 el territori diocesà augmenta considerablement: les parròquies es va elevar a 153, dividides en 12 deganats per a un total de prop de 400.000 fidels.
Després de la tercera partició de Polònia (1795), la part oriental de la diòcesi es va convertir en part de l'Imperi Rus i, en 1798 es va incorporar a la diòcesi de Luc'k. La seu episcopal i la catedral de Krasnystaw estaven ara a les vores orientals de la diòcesi. El 13 de juny de 1805 la meitat occidental de la diòcesi, a la riba esquerra del Vístula, va ser cedida per al benefici de l'erecció de la diòcesi de Kielce (on va ser traslladat el capítol de canonges de Tarnów). El 22 de setembre del mateix any, en virtut de la butlla Quemadmodum Romanorum Pontificum del Papa Pius VII, la seu episcopal va ser traslladada a Lublin i la diòcesi va canviar el seu nom pel de diòcesi de Lublin, feta sufragània de l'arxidiòcesi de Varsòvia.
En 1882 els bisbes de Lublin es van convertir en administradors apostòlics de la diòcesi de Podlasie, fins 1918.
Al juny de 1987 rebé la visita papal de Joan Pau II.
El 25 de març de 1992, com a part de la reorganització de les diòcesis poloneses encarregada pel Papa Joan Pau II amb la butlla Totus Tuus Poloniae Populus, la diòcesi va patir alguns canvis territorials: una part de la terra va ser cedida a l'avantatge de l'erecció de la diòcesi de Zamość-Lubaczów, mentre que altres parts de la terra s'intercanviaren amb la diòcesi de Sandomierz. Simultàniament Lublin va ser elevada al rang d'arxidiòcesi metropolitana, amb les diòcesis sufragànies actuals.
En 2009 es va establir la seu titular de Chełm, en la memòria de l'antic bisbat.

## Cronologia episcopal
- Tomasz da Sienno, O.F.M. † (20 de maig de 1359 - 1365 mort)
- Stefan da Leopoli, O.P. † (1380 - 1416 mort)
- Jan Biskupiec, O.P. † (abans de l'1 de maig de 1417 - 22 d'abril de 1452 mort)
- Jan Tarnowski † (18 d'agost de 1452 - 17 d'abril de 1462 mort)
- Paweł z Grabowa † (14 de juny de 1463 - 18 de febrer de 1479 mort)
- Jan Kaźmierski † (6 de març de 1480 - 10 de maig de 1484 nomenat bisbe de Przemyśl)
- Jan z Targowiska † (14 de maig de 1484 - 26 de maig de 1486 nomenat bisbe de Przemyśl)
- Maciej ze Starej Łomży † (14 de març de 1490 - abans de 12 de setembre de 1505 mort)
- Mikołaj Kościelecki † (14 de novembre de 1505 - 4 de maig de 1518 mort)
- Jakub Buczacki † (5 de novembre de 1518 - 29 de juliol de 1538 nomenat bisbe de Płock)
- Sebastian Branicki † (29 de juliol de 1538 - 9 de març de 1539 nomenat bisbe de Poznań)
- Samuel Maciejowski † (17 d'octubre de 1539 - 22 d'agost de 1541 nomenat bisbe de Płock)
- Mikołaj Dzierzgowski † (31 de maig de 1542 - 30 de març de 1543 nomenat bisbe de Cuiavia)
- Jan Dzieduski † (30 de març de 1543 - 8 de juny de 1545 nomenat bisbe de Przemyśl)
- Andrzej Zebrzydowski † (8 de juny de 1545 - 19 de febrer de 1546 nomenat bisbe de Cuiavia)
- Jan Drohojowski † (19 de febrer de 1546 - 25 de setembre de 1551 nomenat bisbe de Cuiavia)
- Jakub Uchański † (18 de novembre de 1551 - 2 de juny de 1561 nomenat bisbe de Cuiavia)
- Mikołaj Wolski † (2 de juny de 1561 - 31 d'agost de 1562 nomenat bisbe de Cuiavia)
- Wojciech Staroźrebski Sobiejuski † (6 de novembre de 1562 - 11 de desembre de 1577 nomenat bisbe de Przemyśl)
- Adam Pilchowski † (16 de juny de 1578 - 1585 mort)
  - Sede vacante (1585-1590)
- Wawrzyniec Goślicki † (22 de gener de 1590 - 10 de maig de 1591 nomenat bisbe de Przemyśl)
- Stanisław Gomoliński † (31 de juliol de 1591 - 30 d'agost de 1600 nomenat bisbe de Luc'k)
- Jerzy Zamoyski † (19 de febrer de 1601 - 4 de gener de 1621 mort)
- Maciej Łubieński † (17 de maig de 1621 - 14 d'abril de 1627 nomenat bisbe de Poznań)
- Remigiusz Koniecpolski † (17 de maig de 1627 - 26 d'octubre de 1640 mort)
- Paweł Piasecki † (27 de novembre de 1641 - 28 de novembre de 1644 nomenat bisbe de Przemyśl)
- Stanisław Pstrokoński † (abans de 22 de desembre de 1644 - 17 de juny de 1657 mort)
- Tomasz Leżeński † (1 d'abril de 1658 - 5 de setembre de 1667 nomenat bisbe de Luc'k)
- Jan Różycki † (14 de novembre de 1667 - 4 de juny de 1669 mort)
- Krzysztof Jan Żegocki † (30 de juny de 1670 - 11 d'agost de 1673 mort)
- Stanisław Kazimierz Dąmbski † (18 de desembre de 1673 - 19 d'octubre de 1676 nomenat bisbe de Luc'k)
- Stanisław Jacek Święcicki † (8 de febrer de 1677 - d'octubre de 1696 mort)
  - Sede vacante (1696-1699)
- Mikołaj Wyżycki † (11 d'abril de 1699 - 5 de gener de 1705 mort)
- Kazimierz Łubieński † (14 de desembre de 1705 - 7 de maig de 1710 nomenat bisbe de Cracòvia)
- Teodor Wolff von Ludinghausen, S.J. † (10 de novembre de 1710 - 9 de maig de 1712 mort)
- Krzysztof Andrzej Jan Szembek † (22 de maig de 1713 - 15 de març de 1719 nomenat bisbe de Przemyśl)
- Aleksander Antoni Fredro † (29 de març de 1719 - 27 de setembre de 1724 nomenat bisbe de Przemyśl)
- Jan Feliks Szaniawski † (29 de gener de 1725 - 17 de desembre de 1733 mort)
  - Sede vacante (1733-1736)
- Józef Eustachy Szembek † (19 de novembre de 1736 - 29 de gener de 1753 nomenat bisbe de Płock)
- Walenty Wężyk † (9 d'abril de 1753 - 22 d'abril de 1765 nomenat bisbe de Przemyśl)
- Feliks Paweł Turski † (22 d'abril de 1765 - 4 de març de 1771 nomenat bisbe de Luc'k)
- Antoni Onufry Okęcki † (4 de març de 1771 - 20 de març de 1780[4] bisbe de Poznań)
- Jan Alojzy Aleksandrowicz † (20 de març de 1780 - 12 de setembre de 1781 mort)
- Maciej Grzegorz Garnysz † (10 de desembre de 1781 - 6 d'octubre de 1790 mort)
- Wojciech Skarszewski † (29 de novembre de 1790 - 12 de juliol de 1824 nomenat arquebisbe de Varsòvia)
- Józef Marceli Dzięcielski † (19 de desembre de 1825 - 14 de febrer de 1839 mort)
  - Sede vacante (1839-1852)
- Wincenty a Paulo Pieńkowski † (27 de setembre de 1852 - 21 de novembre de 1863 mort)
  - Sede vacante (1863-1871)
- Walenty Baranowski † (22 de desembre de 1871 - 12 d'agost de 1879 mort)
- Kazimierz Józef Wnorowski † (15 de març de 1883 - 20 d'abril de 1885 mort)
  - Sede vacante (1885-1889)
- Franciszek Jaczewski † (30 de desembre de 1889 - 23 de juliol de 1914 mort)
  - Sede vacante (1914-1918)
- Marian Leon Fulman † (24 de setembre de 1918 - 18 de desembre de 1945 mort)
- Stefan Wyszyński † (25 de març de 1946 - 12 de novembre de 1948 nomenat arquebisbe de Gniezno)
- Piotr Kałwa † (30 de maig de 1949 - 17 de juliol de 1974 mort)
- Bolesław Pylak (27 de juny de 1975 - 14 de juny de 1997 jubilat)
- Józef Mirosław Życiński † (14 de juny de 1997 - 10 de febrer de 2011 mort)
- Stanisław Budzik, des del 26 de setembre de 2011

## Estadístiques
A finals del 2004, la diòcesi tenia 1.070.000 batejats sobre una població de 1.097.570 persones, equivalent al 97,5% del total, sent la diòcesi britànica amb més catòlics.
| any  | població  | població  | població | sacerdots | sacerdots       | sacerdots       | sacerdots             | diaques | religiosos | religiosos | parròquies |
| ---- | --------- | --------- | -------- | --------- | --------------- | --------------- | --------------------- | ------- | ---------- | ---------- | ---------- |
| any  | batejats  | total     | %        | total     | clergat secular | clergat regular | batejats por sacerdot | diaques | homes      | dones      |            |
| 1949 | 1.115.000 | 1.126.000 | 99,0     | 471       | 415             | 56              | 2.367                 |         | 84         | 628        | 251        |
| 1970 | 1.411.500 | 1.615.000 | 87,4     | 768       | 645             | 123             | 1.837                 |         | 165        | 1.028      | 253        |
| 1980 | 1.492.520 | 1.739.360 | 85,8     | 873       | 721             | 152             | 1.709                 |         | 220        | 923        | 274        |
| 1990 | 1.554.010 | 1.793.678 | 86,6     | 1.098     | 918             | 180             | 1.415                 |         | 359        | 1.100      | 403        |
| 1999 | 1.028.977 | 1.064.557 | 96,7     | 1.228     | 987             | 241             | 837                   |         | 415        | 742        | 252        |
| 2000 | 1.032.007 | 1.049.797 | 98,3     | 1.272     | 1.021           | 251             | 811                   |         | 422        | 809        | 253        |
| 2001 | 1.049.435 | 1.070.017 | 98,1     | 1.146     | 936             | 210             | 915                   |         | 398        | 752        | 252        |
| 2002 | 1.039.400 | 1.066.467 | 97,5     | 1.266     | 1.061           | 205             | 821                   |         | 405        | 677        | 254        |
| 2003 | 1.093.215 | 1.124.414 | 97,2     | 1.267     | 1.060           | 207             | 862                   |         | 405        | 684        | 254        |
| 2004 | 1.070.000 | 1.097.570 | 97,5     | 1.370     | 1.148           | 222             | 781                   |         | 402        | 723        | 256        |